# Carl Helsted
Carl Adolph Helsted (4. januar 1818 i København – 7. juni 1904 sammesteds) var en dansk musiker og komponist. Han var bror til Edvard Helsted og far til Gustav Helsted og Viggo Helsted. Hans far var Siger Helsted, der også var musiker (valdhornist ved Livjægerkorpset).
Efter sin musikalske uddannelse blev Carl Helsted 1834 fløjtenist i Den Kongelige Livgarde, men allerede fra 1837 ansat i Det Kongelige Kapel. Der blev han til 1884, fra 1870 som koncertmester (”virkelig Syngemester”), hvilket betød at han var leder af operakoret og vicekapelmester. Jævnsides med sin karriere som fløjtenist havde Helsted nemlig uddannet sig som sangpædagog, både herhjemme og i Tyskland og Frankrig. Fra 1842 har uddannede han mængde sangelever for Det Kongelige Teater, blandt andre Julius Døcker. Helsted have stor indflydelse gennem 2. halvdel af århundredet på både sangere og sanguddannelsen som helhed. Det hævdes, at takket være ham, havde Danmark i disse år en stor mængde dygtige sangere, der kunne gøre sig gældende på internationalt plan.
Fra 1867-1902 var han tillige sangærer ved Musikkonservatoriet og ved Niels W. Gades død i 1890 blev han medlem af konservatoriets bestyrelse frem til 1901. Han blev Ridder af Dannebrog 1866, Dannebrogsmand 1893 og titulær professor 1884.
Han er begravet på Holmens Kirkegård.

## Komponisten
Carl Helsted deltog 1840 i den konkurrence, som Gade vandt med sin Ossianouverture, og hans bidrag fik hæderlig omtale. Flere af hans større værker blev opført, men han opgav tidligt sin karriere som komponist til fordel for sangpædagogens, muligvis fordi han erkendte at Gade fyldte for meget i musiklivet.
- op. 1 Tyske Sange (6 Gesänge für eine Singstimme)
- op. 2 Quartett (klaver, violin bratsch og cello)
- op. 4 Tre Digte af Schack von Staffeldt
- op. 5 Fem Sange
- op. 7 Tre Digte af Christin Winther (klaver og sang)
- Strygekvartet 1837
- 3 Digte af Christian Winther for en Syngestemme med Piano/tilegnede
- Festkantate opført i Lyngby Kirke ved Kongens (Christian 8.) og Dronningens første Nærværelse i Kirken efter Kroningen i Frederiksborg (soli, kor og måske orgel sammen med broderen Edvard 1840)
- Strygekvartet i Eb-dur (1841/ 1862)
- Psalme (soli, kor og orkester 1841)
- Ouverture i d-mol (1841)
- Symfoni nr. 1 i D-dur (1842)
- Idyllisk Symfoni nr. 2 i F-dur (1844)
- Pianokvartet i Eb-dur (1844)
- Stjernelil (sang 1848)
- Liden Kirsten (sopran, kor og orkester – 1851)

- En Aften i Rivoli (vaudeville i een Act. Musiken arrangeret af C. Helsted
- Nu Dagen lukket har sit Øje (sang)
- Vaaren af Frederik Paludan-Müller (større værk? 1845)
- En Sommernat (sang)
- Sov nu sødt i hellig Fred! (mandskor)
- En Comedie i det Grønne (tekst: H.C. Andersen)
- Den Usynlige paa Sprogø, dramatisk Spøg i een Act (tekst: H.C. Andersen)